# Maarten Tromp
Maarten Harpertszoon Tromp (Den Briel, 23 aprile 1598 – Scheveningen, 10 agosto 1653) è stato un ammiraglio olandese.
Maarten Tromp era figlio di Harpert Maertensz, un ufficiale di marina che divenne comandante della nave Olifantstromp, dal cui nome nasce probabilmente quello della famiglia di Maarten, comparso per la prima volta in documenti del 1607.

## Biografia

### Gli inizi
La madre di Maarten Tromp, per integrare le entrate famigliari, lavava le camicie dei marinai. Maarten si imbarcò per la prima volta con il padre quando aveva solo 9 anni di età e nel 1607 era presente nella squadra navale che operava quale copertura della flotta principale olandese nella Battaglia di Gibilterra.
Tre anni dopo una riorganizzazione della marina militare olandese provocò la messa a terra del padre che, insieme a Maarten, partì con i suoi marinai mercantili per la Guinea. Nel viaggio furono attaccati da sette navi da guerra agli ordini del corsaro inglese Peter Easton. Il padre fu colpito da una cannonata ed egli fu catturato e venduto come schiavo sul mercato di Salé.
Due anni più tardi Easton, mosso a compassione, riscattò il giovane lasciandolo poi libero. Egli, tornato in Olanda, mantenne madre e tre sorelle con il suo lavoro nei cantieri di Rotterdam.
All'età di 19 anni si arruolò nella marina mercantile e quattro anni dopo (1621) fu catturato nuovamente dai pirati, ma questa volta nel Mediterraneo, da parte dei corsari barbareschi provenienti da Tunisi. Fu tenuto in schiavitù per circa un anno, impressionando talmente il Bey di Tunisi e il corsaro inglese John Ward con la sua bravura nella navigazione e nel maneggio delle armi da fuoco, inclusi i cannoni, che gli fu offerto un posto nella flotta barbaresca. Il suo rifiuto fu interpretato dal Bey come un'ulteriore prova di carattere, impressionandolo al punto di lasciarlo libero.

### Ufficiale della Marina Militare
Egli si arruolò nel luglio 1622 come guardiamarina nella Marina Militare Olandese, entrando al servizio dell'Ammiragliato di Maze, con base a Rotterdam. Il 7 maggio 1624 sposò Dignom Cornelisdochter de Haes, figlia di un mercante e lo stesso anno divenne comandante della nave da ricognizione St. Antonius.. La sua prima azione rilevante ebbe luogo come capitano della Vliegende Groene Draeck, battente bandiera del contrammiraglio Piet Hein durante la battaglia contro i corsari di Ostenda nel 1629, nel corso della quale Piet Hein rimase ucciso.
In quell'anno, e nel 1630 quando fu nominato comandante a pieno titolo della Vliegende Groene Draeck su iniziativa dello statolder Federico Enrico d'Orange, Tromp, al comando di una squadra navale, ebbe molto successo nel combattere i corsari di Dunkerque, ma nonostante avesse ricevuto ben quattro collane d'oro quale titolo di riconoscimento, non ebbe più promozioni di grado. La Vliegende Groene Draeck fu affondata e nuovi, più pesanti vascelli furono utilizzati come nave ammiraglia e Tromp fu relegato al comando della vecchia Prins Hendrik. Deluso, Tromp, dopo la morte della prima moglie, lasciò nel 1634 il servizio in marina per qualche anno diventando diacono ed il 12 settembre del 1634 si risposò con Alijth Jacobsdochter Arckenboudt, figlia di un ricco scabino ed esattore a Brielle.

### Comandante in capo della flotta confederata

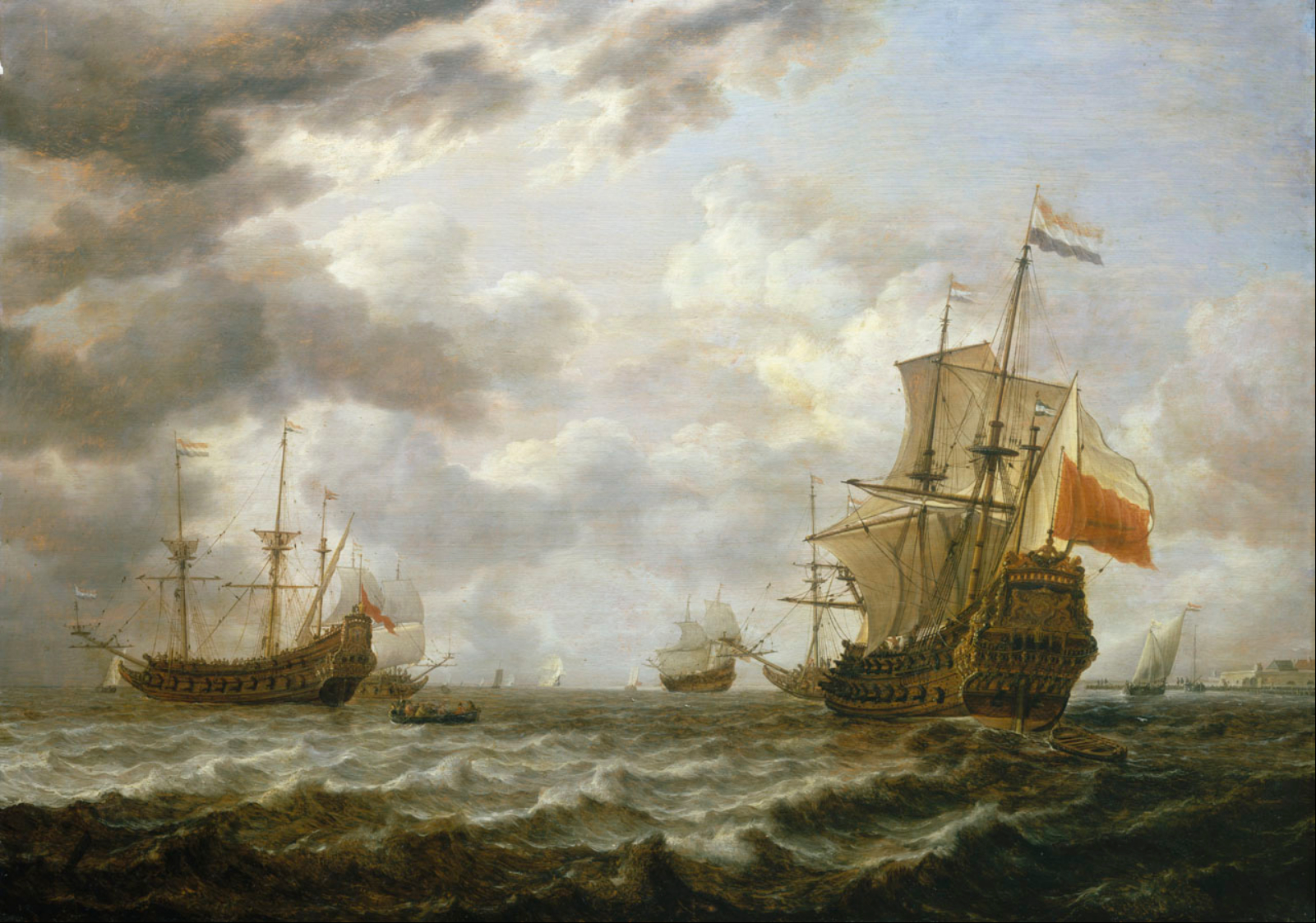
La nave ammiraglia di Maarten Tromp Brederode al largo di Hellevoetsluis, dipinto di Simon de Vlieger

Nel 1637 Tromp fu promosso contrammiraglio dell'Olanda e della Frisia Occidentale, allorché il contrammiraglio Philips van Dorp ed altri comandanti furono rimossi per incompetenza. Sebbene egli fosse formalmente agli ordini dello stadtholder Federico Enrico d'Orange, era in effetti il comandante della flotta olandese, dato che gli stadtholder non combatterono mai per mare. Tromp fu prevalentemente impegnato nel contrastare le azioni dei pirati provenienti da Dunkerque.
Nel 1639, durante la guerra ispanico-olandese, Tromp sbaragliò la flotta spagnola diretta nelle Fiandre nella Battaglia delle Dune (31 ottobre 1639), che segnò la fine della Spagna come potenza navale. Nello scontro preliminare del 18 settembre Tromp fu il primo comandante di cui si sappia, che ha utilizzato la tattica dello scontro in linea di battaglia.
Nel corso della prima guerra anglo-olandese (1652 – 1653) Tromp comandò la flotta olandese nelle battaglie di Dungeness, di Portland, del Gabbard e di Scheveningen (o Texel).
In quest'ultima egli trovò la morte, colpito da un tiratore scelto appostato sul sartiame della nave ammiraglia della flotta inglese comandata da William Penn.

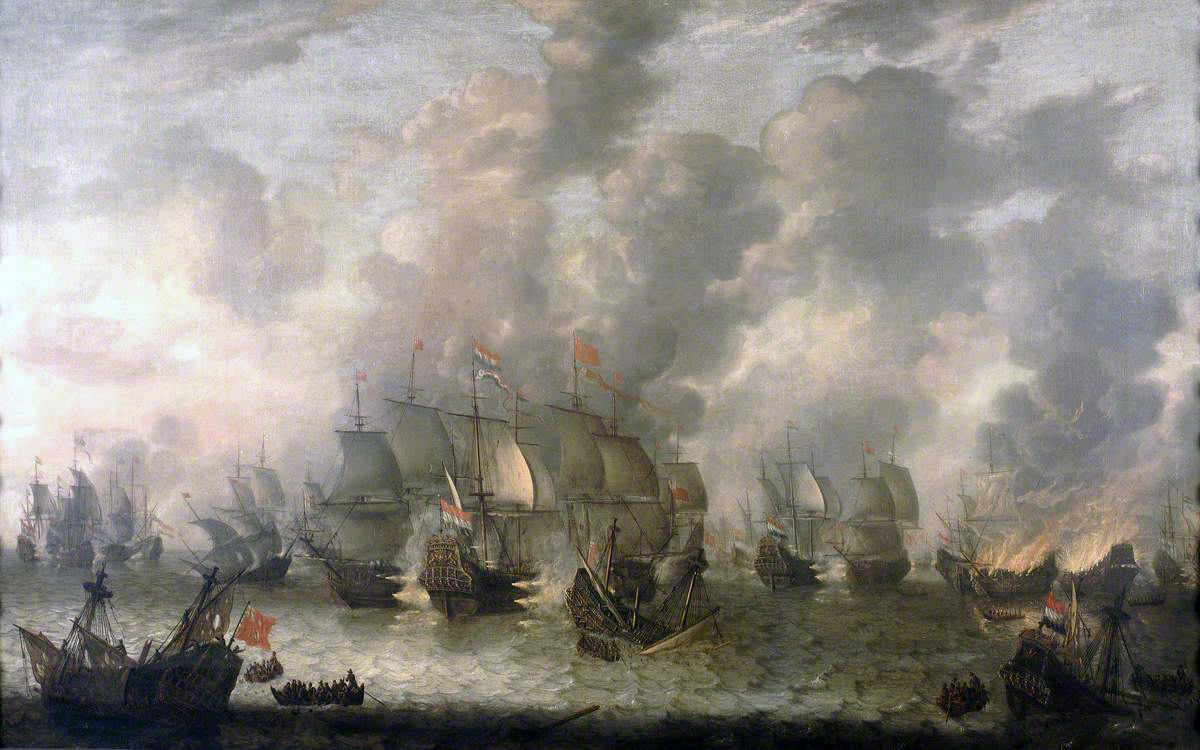
La battaglia di Scheveningen

La sua morte fu temporaneamente taciuta all'equipaggio della sua nave ammiraglia  Brederode, comandata dal capitano Egbert Bartholomeusz Kortenaer, per non demoralizzarlo.
La morte di Tromp costituì non solo una grave perdita per la Marina da Guerra Olandese, ma anche per gli orangisti, che puntavano alla sconfitta del Commonwealth d'Inghilterra ed alla restaurazione della monarchia sotto gli Stuart. Il rafforzamento dell'influenza repubblicana dopo Scheveningen condusse ai negoziati di pace con il Commonwealth, che culminarono nel Trattato di Westminster del 1654.

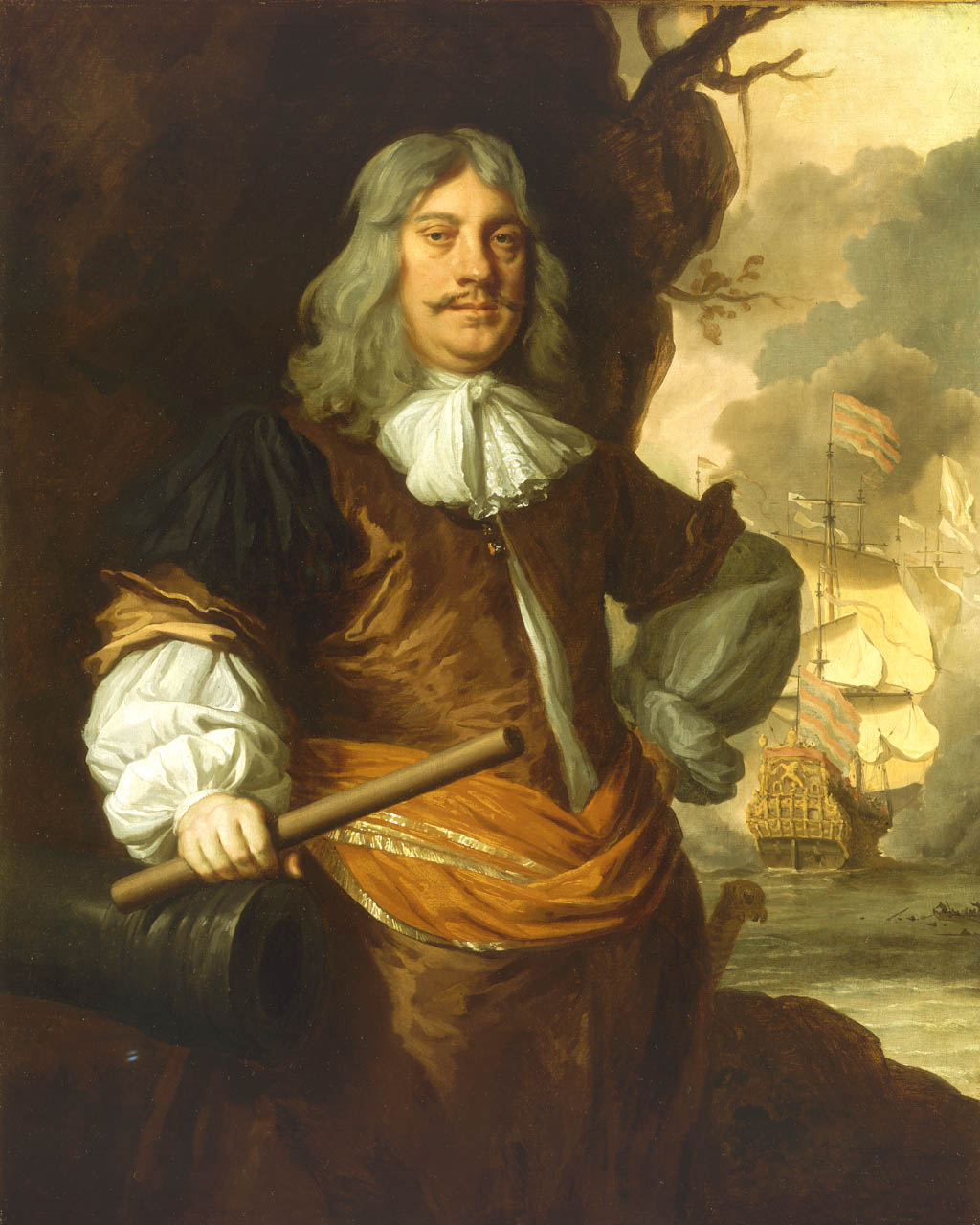
Cornelis Tromp, figlio di Maarten, ritratto verso il 1675 da Sir Peter Lely

Durante la sua carriera, il principale rivale di Tromp fu il vice-ammitaglio Witte de With, che fu agli ordini dell'ammiragliato di Rotterdam (Maas) dal 1637. De Witt sostituì temporaneamente Tromp come comandante supremo nella battaglia di Kentish Knock (8 ottobre 1652).

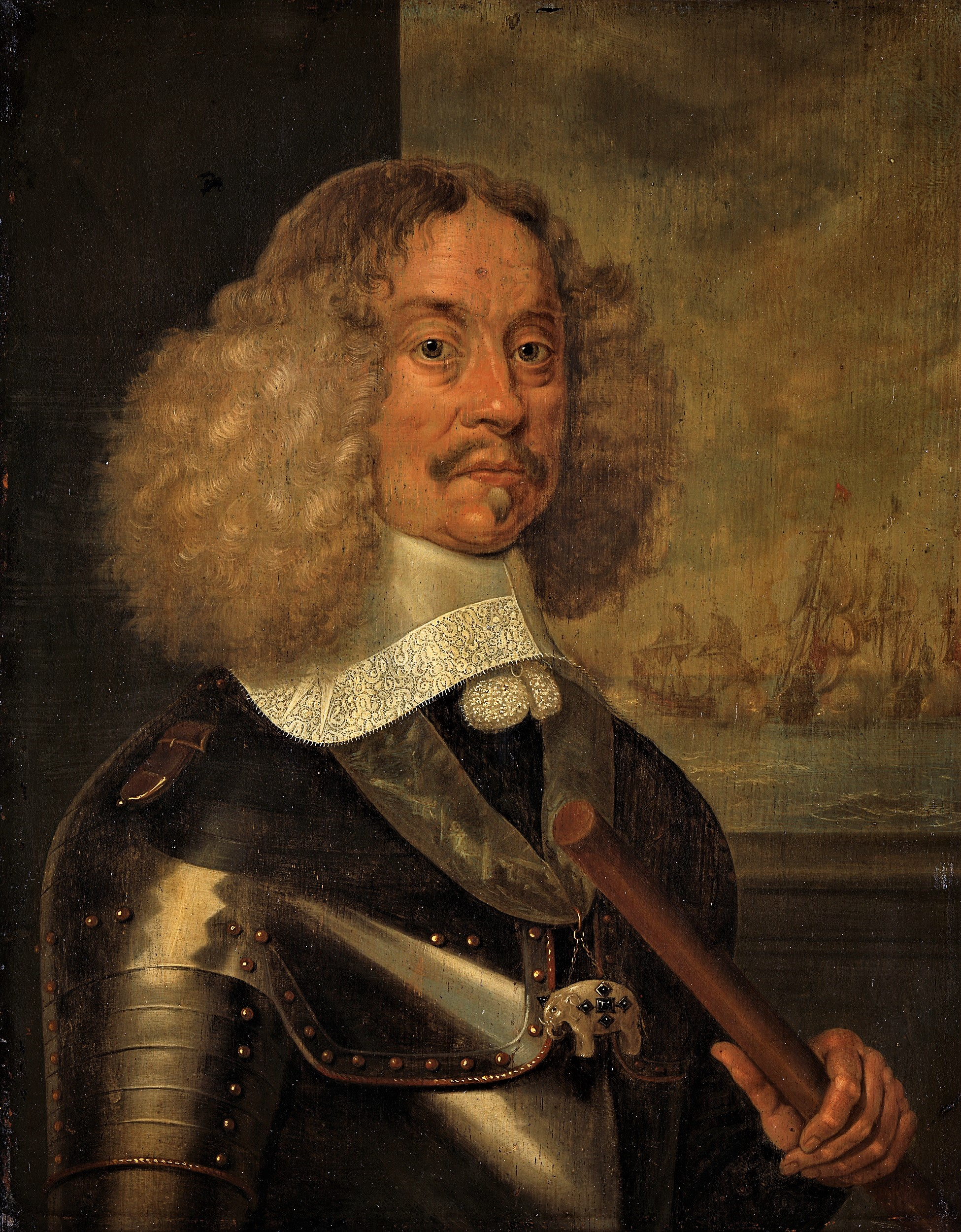
Jacob van Wassenaer Obdam, successore di Tromp

Il successore di Maarten Tromp fu il contrammiraglio Jacob van Wassenaer Obdam.
Anche il secondo figlio di Tromp e della prima moglie, Dignom Cornelisdochter de Haes, Cornelis Tromp, divenne successivamente comandante della Marina Olandese come Contrammiraglio Generale, dopo essere stato comandante della Marina Danese.